# Franz Grambek
Franz Grambek, auch Franciscus Grambeke (* in Lübeck; † 1. April 1536 in Bremen) war Kirchenjurist an der Römischen Kurie und Dompropst in Bremen.

## Leben
Franz Grambek entstammte einer Lübecker Ratsfamilie. Ein Werner Grambek verstarb 1460 als Ratsherr in Lübeck. Er immatrikulierte sich als Franciscus Grambeke um Ostern 1472 zum Studium an der Universität Rostock und graduierte 1475 in Rostock zum Bakkalaureus. Spätestens 1490 war er Doktor der Rechte. Er wurde zunächst Domdekan am Bremer Dom. Von 1489 bis 1496 war er in Rom an der Römischen Kurie tätig und Papstfamiliar. Von 1500 bis 1534 war Grambeck Dompropst in Bremen.
Schon seit 1494 war er auch Inhaber einer Präbende am Lübecker Dom. 1514 erhielt er als Nachfolger des resignierten Bernhard Sculteti dessen Große Präbende. Er residierte allerdings nie in Lübeck. Er war auch Inhaber der Vikarie Nr. 3 am Lübecker Dom und missachtete 1514 die Aufforderung des Kapitels, diese an einen anderen abzutreten.

1531 begründete er durch seine Bibliotheksstiftung gemeinsam mit Segebadus Clüwer († 15. November 1547) die Dombibliothek in Bremen. Durch den Aufstand der 104 Männer wurde das Domkapitel 1532 vorübergehend aus Bremen vertrieben und war an der Einigung zwischen Rat und Bürgerschaft 1534 beteiligt. Franz Grambek verstarb um Ostern 1536 Lappenberg zufolge an der „Lausekrankheit“ und wurde von Zeitgenossen als unangenehmer Mensch beschrieben: 

„Nach Renner ad a. 1536 soll er ein gieriger Mensch gewesen seyn; und in einer handschriftlichen Nachricht wird von ihm gelesen: habuit 22 Wambosia, Fluwelia et Serica et 60 Camisias.“

 Er wurde im Bremer Dom bestattet.